# Potyczka pod Sadkówką
Potyczka pod Sadkówką – potyczka stoczona 25 marca 1944 roku w Sadkówce przez oddział Armii Ludowej przeciw oddziałom armii niemieckiej.

## Przebieg potyczki
W nocy z 25 na 26 marca 1944 roku kwaterujący w Sadkówce, oddział Armii Ludowej został otoczony a następnie zaatakowany przez około 60 żandarmów i policjantów granatowych z Pińczowa i Działoszyc. Dowodzący oddziałem porucznik Zygmunt Bieszczanin rozkazał aby część oddziału wycofywanie się do lasu w kierunku Gór, przyjmując na siebie atak, natomiast druga miała uderzyć na Niemców od tyłu. Po trwającej około godzinnej walce oddział z niewielkimi stratami wycofał się w bezpieczne miejsce. W oddziale partyzanckim było 3 zabitych, natomiast Niemcy stracili 6 zabitych i 2 rannych.